# Marie-Victorin

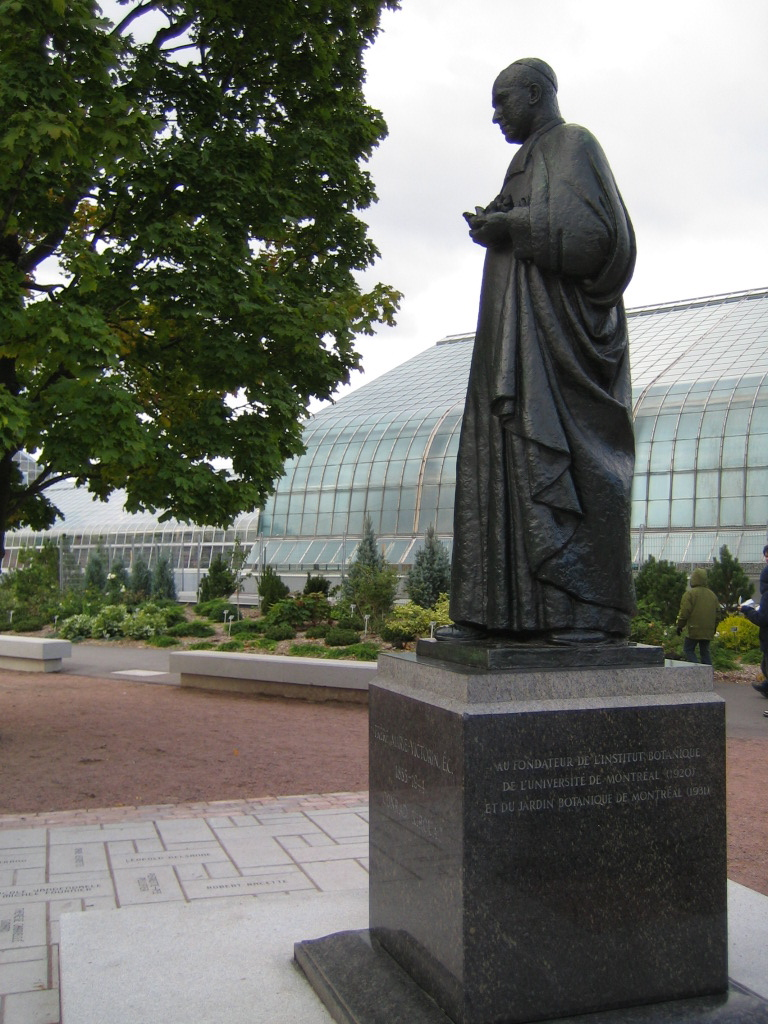
Estatua en el "Jardín Botánico de Montreal".

El Hermano Marie-Victorin, nacido Joseph Louis Conrad Kirouac (Kingsey Falls, Quebec, 4 de abril de 1885 - 15 de julio de 1944) fue un Hermano de las Escuelas Cristianas (Hermanos de La Salle) y botánico, conocido como el gestor del Jardin botanique de Montréal. Aunque el Hno. Marie-Victorin estuvo registrado como reclamante ante la Municipalidad de Montreal de hacer su propio Jardín botánico desde 1919, el Jardín solo fue autorizado por el alcalde de Montreal, Camillien Houde, en 1929, iniciándose su construcción en 1931.
Las subsiguientes administraciones, tanto municipal como provinciales, se opusieron al Jardín como un invertir en ruinas; sin embargo, Marie-Victorin continuó en su empeño de la causa del Jardín, promocionándolo en cuanta oportunidad apareciese, liderando expediciones de recolección de especímenes, y hasta (durante la Segunda Guerra Mundial) protegiéndolo para que no fuera una escuela militar de aviación.
Marie-Victorin también es reconocido por su obra escrita:
- La flore Laurentienne, registro botánico de todas las especies nativas del valle del Río San Lorenzo, primer registro compilado en Quebec.

También es conocido por ser pariente de Jack Kerouac.
Marie-Victorin murió trágicamente en un siniestro automovilístico en julio de 1944.

## Honores
Fue condecorado en 1944 con la Orden Nacional de Mérito Carlos Manuel de Céspedes en grado de Oficial por el gobierno cubano.
Un edificio de la Universidad de Montreal, donde enseñó Botánica, lleva su nombre, así como el Parque Marie- Victorin en su ciudad natal.

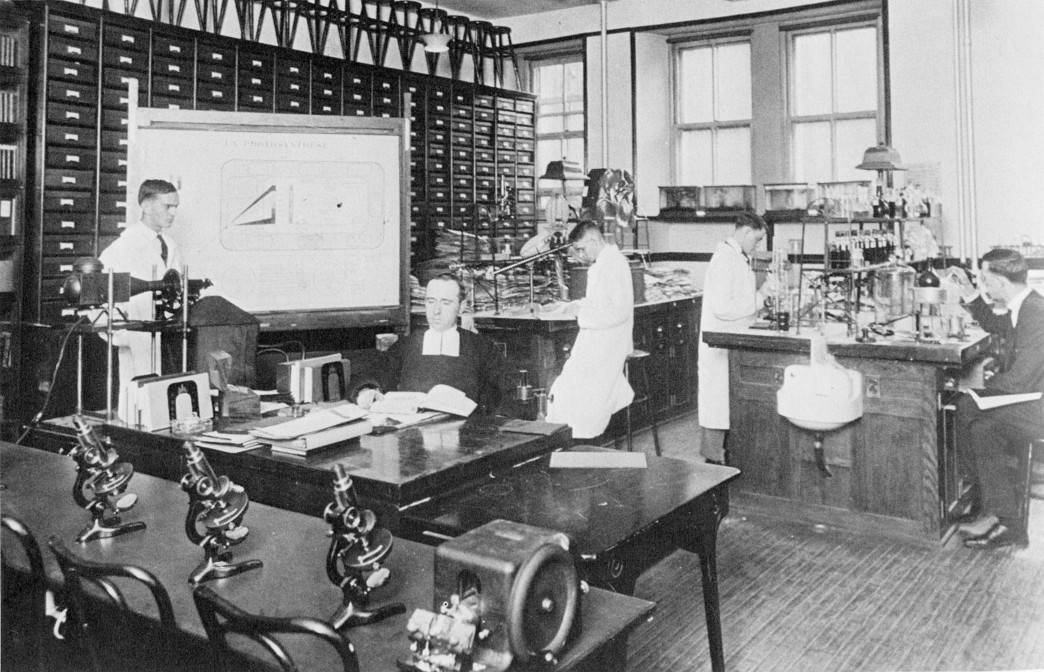
Marie-Victorin en su laboratorio de la Facultad de Ciencias de la Universidad Laval, Montreal.

- La abreviatura «Vict.» se emplea para indicar a Marie-Victorin como autoridad en la descripción y clasificación científica de los vegetales.[2]

### Algunas especies en su honor
- Taraxacum laurentianum
- Cirsium minganense ()
- Botrychium minganense
- Senecio rollandii